# Frans Otto Törnlund
Frans Otto Törnlund, född 19 november 1829 i Uppsala, död där 18 maj 1898, var en svensk köpman och donator.
Frans Otto Törnlund var son till akademitimmermannen, senare åkaren Nils Törnlund och Anna Maja Almström. Han erhöll vid unga år anställning i affär i Uppsala och öppnade där 1853 egen viktualieaffär, vilket han med god förtjänst drev till 1871, då han sålde den för att ägna sig åt större affärstransaktioner. Törnlund inköpte redan 1860 tillsammans med två andra personer brännvinsbrännerierna vid Svartbäckstull och var en tid meddirektör för dem liksom för Upsala Ångqvarn 1877–1880, till vilket bolag Törnlund senare sålde brännerierna. Dessutom ägde han Upsala Bayerska Bryggeri AB och Örebro bryggeri. Därutöver var han intressent i de flesta större bolagen och industriella företagen i den tidens Uppsala samt ägde flera fastigheter i staden. Törnlund deltog flitigt i det kommunala livet i Uppsala, var under många år ledamot av stadsfullmäktige och borgerskapets äldste samt styrelserna för gubb- och änkehuset med mera. Vid sin död efterlämnade han en förmögenhet på närmare 900 000 kronor, varav 275 000 donerades till allmännyttiga inrättningar i Uppsala och Stockholm och resten, omkring 600 000, tillföll Uppsala stad, som årligen får använda 2 procent av räntan, medan det övriga skall läggas till grundkapitalet.